# Louis Ammy Blanc

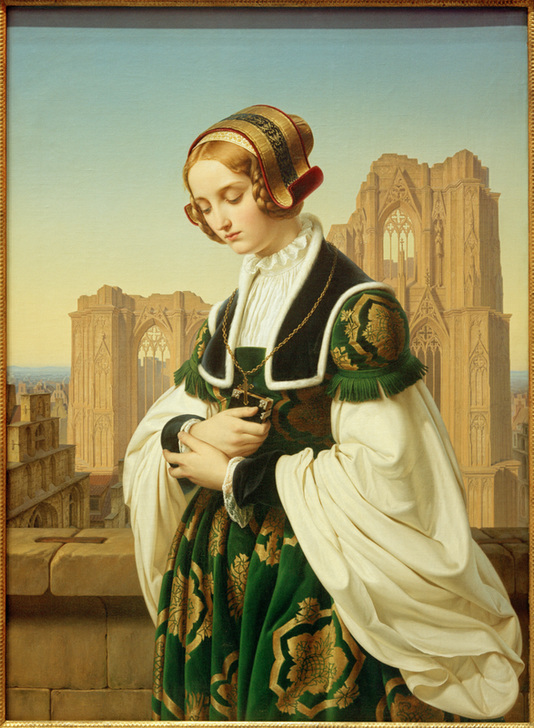
Die Kirchgängerin, Replikat 1837

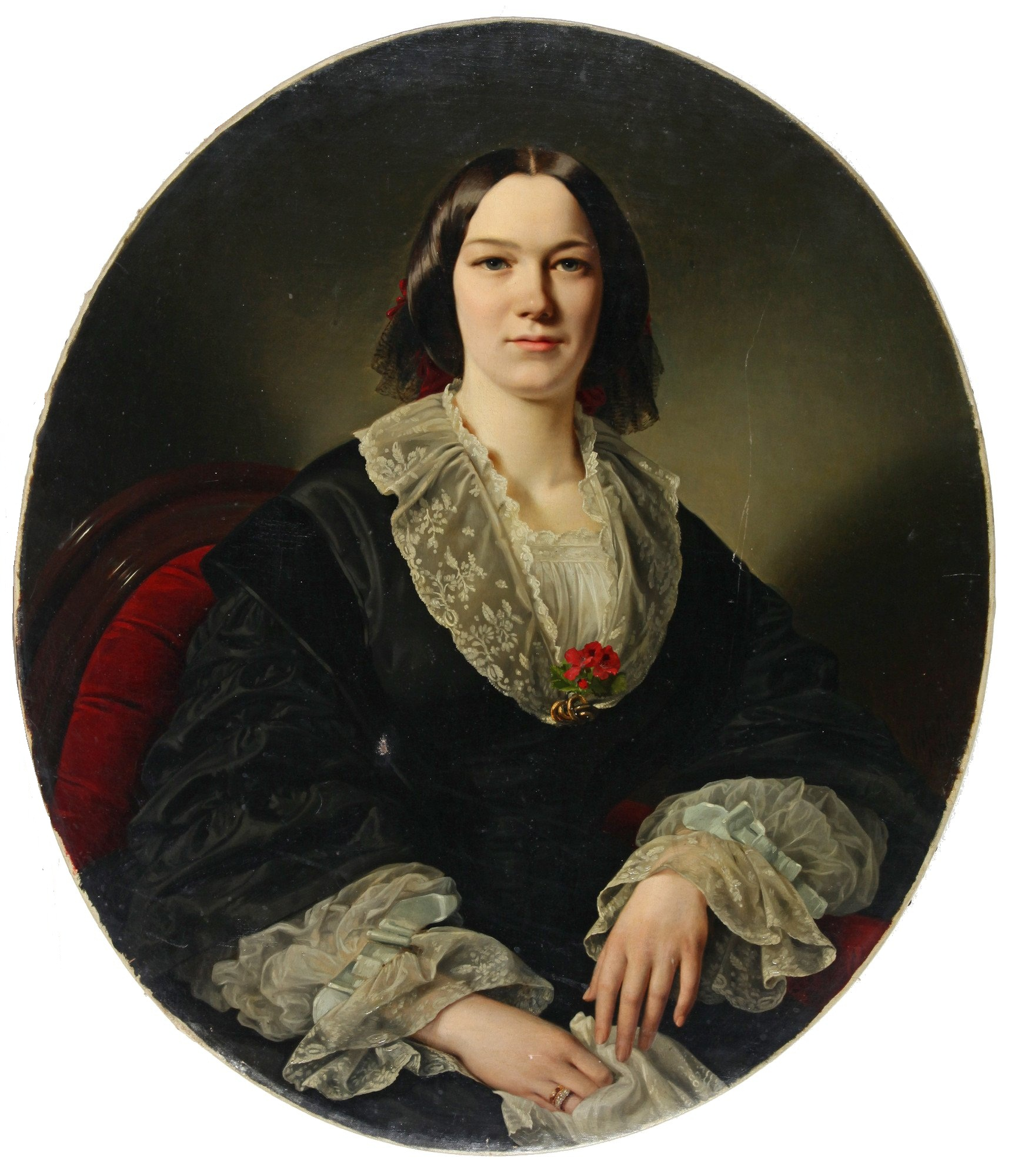
Porträt der Maria Suwarina Rebekka Thyen (Ehefrau von Oltmann Thyen), 1856

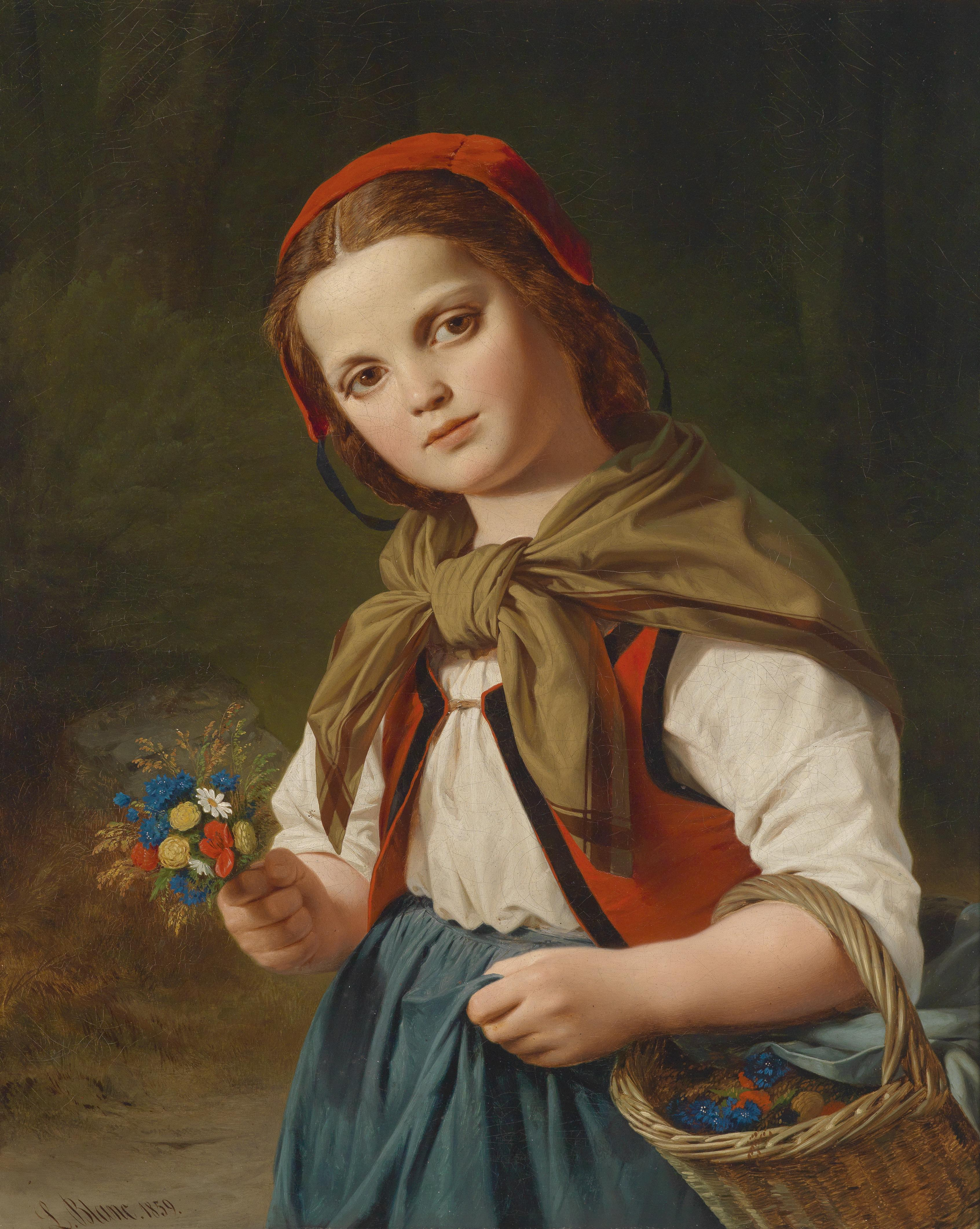
Rotkäppchen, 1859

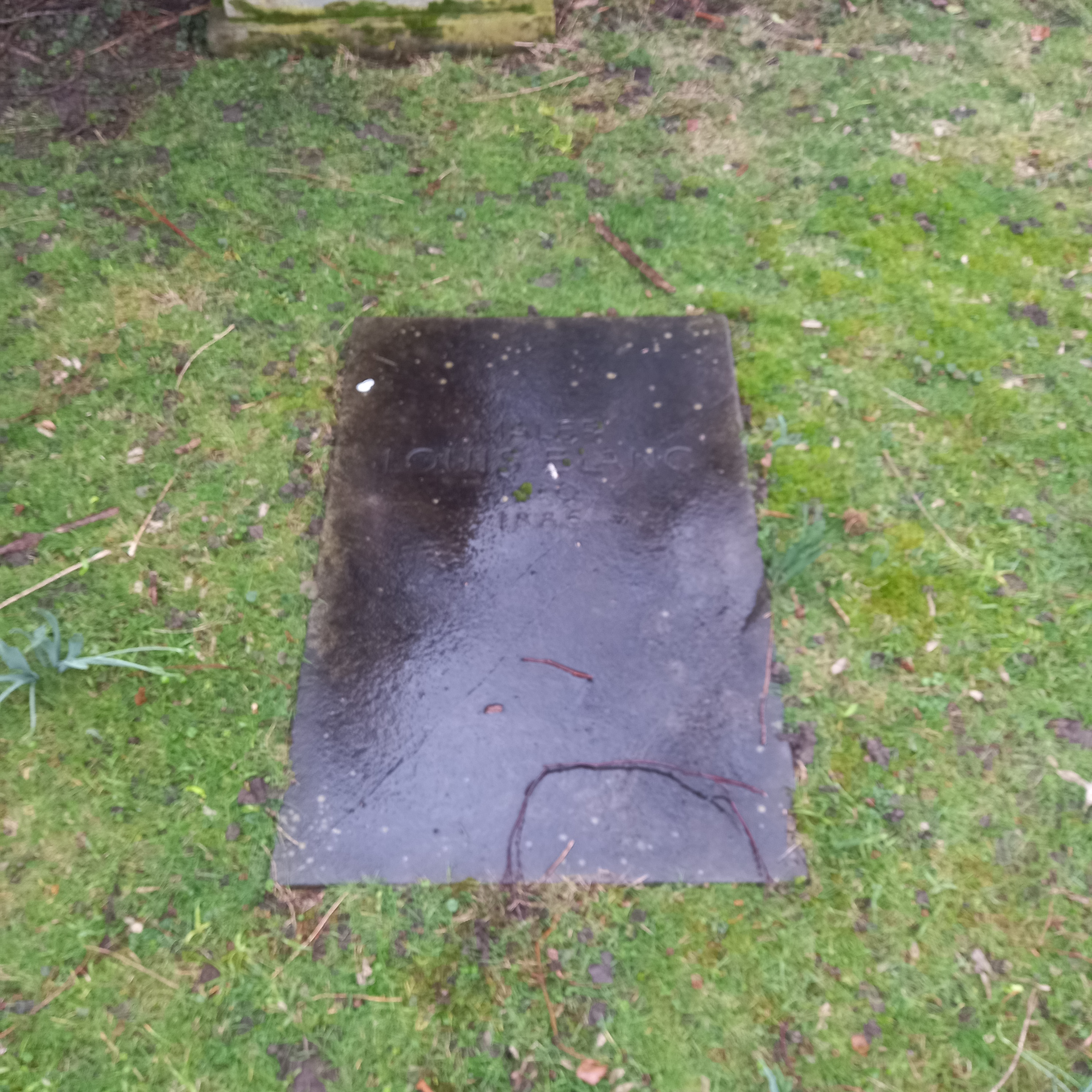
Das Grab von Louis Ammy Blanc auf dem Golzheimer Friedhof in Düsseldorf

Louis Ammy Blanc (* 9. oder 29. August 1810 in Berlin; † 7. April 1885 in Düsseldorf) war ein deutscher Maler.

## Leben
Blanc, Spross einer Hugenottenfamilie, ließ sich seit 1829 an der Akademie in Berlin als Maler ausbilden und ging 1833 nach Düsseldorf, wo er Schüler von Wilhelm von Schadow und Julius Hübner wurde und später ein eigenes Atelier eröffnete. In den Jahren 1840 bis 1842 arbeitete er für den königlichen Hof in Hannover, 1846/1847 für den Großherzog Ludwig II. von Hessen-Darmstadt. Blanc bereiste Frankreich und England. 
Neben Porträts malte Blanc Genrebilder, die den Zeitgeschmack des Biedermeier trafen und sehr beliebt waren. Sein 1834 entstandenes Bild Die Kirchgängerin, das die 24-jährige Gertraud Küntzel (1809–1834) vor dem damals noch unvollendeten Kölner Dom zeigt und von dem er 1837 und 1839 Replikate schuf, wurde auf Druckgrafiken und Objekten (z. B. Kaffeetassen) bis heute oft kopiert. Gertraud Küntzel war Tochter des rheinischen Fabrikanten und Hoteliers Johann Wilhelm Breidenbach (1764–1837), des Besitzers des Breidenbacher Hofs, und starb nur ein Jahr nach ihrer Porträtierung im Kindbett.
Blanc beteiligte sich erfolgreich an einem Wettbewerb für ein Gesellschaftshaus des Düsseldorfer Künstlervereins „Malkasten“. Sein Entwurf wurde 1865 bis 1867 durch den Architekten J. Knobel ausgeführt.

## Werke
- Die Verstoßung der Hagar, 1833, Stiftung Sammlung Volmer, Wuppertal
- Die Kirchgängerin, Fassung von 1834 in Hannover, Niedersächsisches Landesmuseum, Fassung von 1837 in Bonn, Rheinisches Landesmuseum
- Des Goldschmieds Töchterlein, 1836, im 19. Jahrhundert im Museum in Königsberg
- Porträt von Maria Feldtmann-Simons, 1836, Privatbesitz
- Gretchen in der Kirche, im 19. Jahrhundert im Museum in Hannover
- Angelnde Mädchen, 1838, Alte Nationalgalerie, Berlin
- Bildnis eines jungen Mädchens, undatiert. Köln, Wallraf-Richartz-Museum
- Dornröschen
- Ernst August, König von Hannover, 1841, bei Sotheby’s 2005 verkauft
- Friederike zu Mecklenburg, 1842
- Ludwig I., Großherzog von Hessen und bei Rhein, 1846
- Susanna im Bade
- Otto der Schütze (Nach einer Grimmschen Sage[3])
- Der italienische Hirtenknabe
- Rotkäppchen
- Die Erwartung, 1874
- Thisbe, 1879 (Am Mauerloch)
- Penelope bringt den Freiern den Bogen des Odysseus, 1880
- Bildnis Marie Arnoldine Melchers, Öl auf Leinwand, 1857, Focke-Museum Bremen, Inv. Nr. 1976.017
- Bildnisse Reinhard und Therese Bädeker, Öl auf Leinwand, Focke-Museum Bremen, Inv. Nr. 1977.531/32